# Chana Orloff
Chana Orloff (pronunciación: [jana]), (en hebreo: חנה אורלוף‎; Starokostiantyniv, Ucrania, 12 de julio de 1888 - Tel Aviv, Israel, 16 de diciembre de 1968) fue una escultora figurativa judía de nacionalidad francesa.

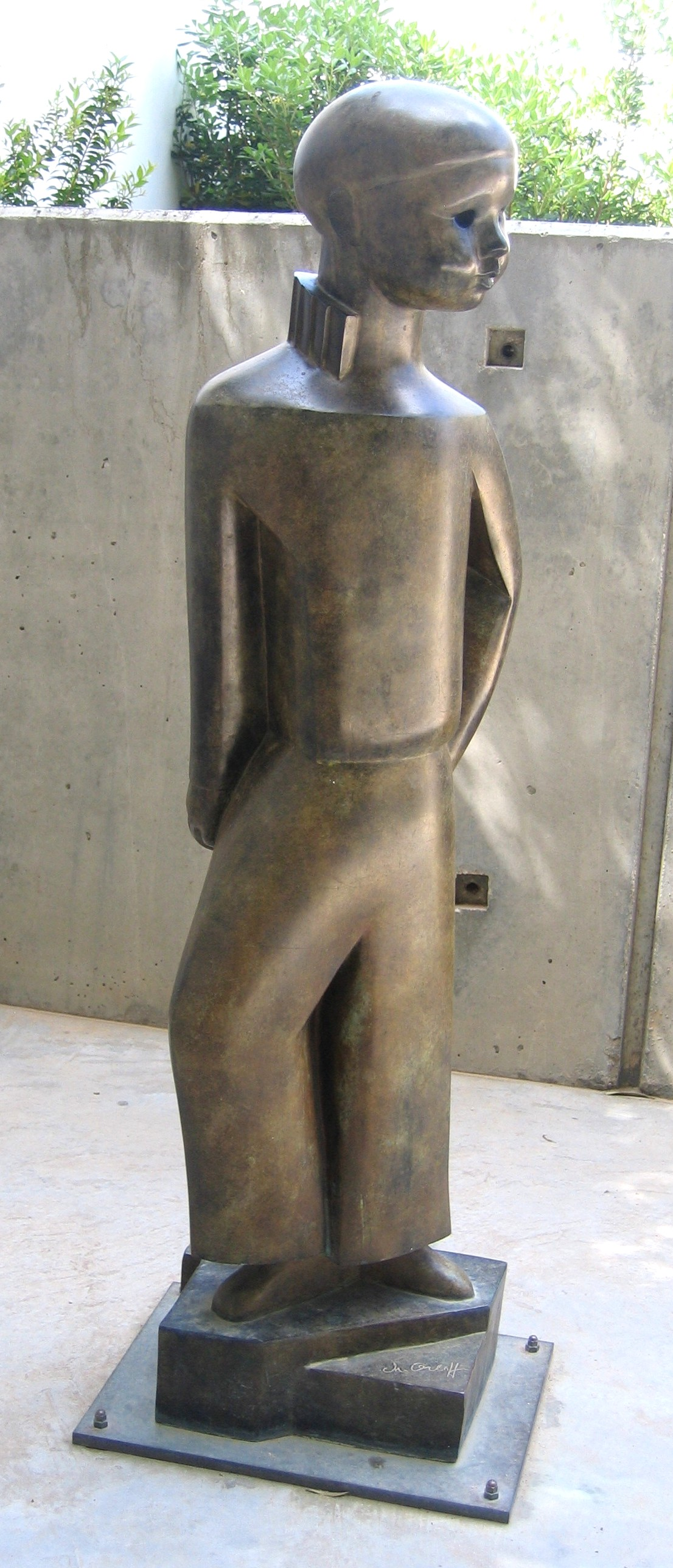
Mi hijo. Bronce. 1924.

## Biografía
Nació en Ucrania, en aquel entonces bajo dominio del Imperio ruso, y emigró con sus padres Rafael y Raquel Orloff a la Palestina otomana en 1905. Encontró un trabajo como costurera y modista en Jaffa, donde se unió al movimiento obrero Hapoel Hatzair y ayudó a otros inmigrantes que acababan de llegar. 
Después de cinco años en el país, se le ofreció un trabajo como maestra en corte y confección en una escuela en Herzliya. 
En 1910 llegó a Paris para estudiar diseño de moda y trabajó como aprendiz en los talleres de Paquin. A instancias de sus maestros decidió estudiar arte, y se inscribió en las clases de escultura en la Academia Rusa de Montparnasse, un taller para jóvenes artistas rusos. En ese barrio hizo amistad con otros jóvenes artistas, como Marc Chagall, Chaim Jacob Lipchitz, Pascin, Chaim Soutine y Ossip Zadkine. En 1912 conoció a Amedeo Modigliani y se lo presentó a su amiga y compañera, la pintora Jeanne Hébuterne, que más tarde se convirtió en pareja de Amedeo con el que tuvo una hija. En 1914 expuso en el Salón de Otoño dos bustos en madera.
En 1916, se casó con Ary Justman, un escritor y poeta nacido en Varsovia. La pareja tuvo un hijo, Elie, pero su esposo murió de gripe durante la epidemia de 1919.
Chana Orloff realizó grabados en madera y más tarde se erigió como la retratista oficial de la élite parisina, realizando más de trescientos retratos. 
Cuando los nazis invadieron París, huyó a Suiza con su hijo y su amigo el pintor Georges Kars. Aquí Chana creó más de cincuenta esculturas que expuso en Ginebra en 1945.
En febrero de 1945, Georges se suicidó en Ginebra y Chana regresó a París con su hijo, encontrando que su casa había sido saqueada y destruidas las esculturas de su estudio.
Después de la creación del Estado de Israel, pasó más tiempo allí. En 1949 el Museo de Bellas Artes de Tel Aviv organizó una exposición de 37 de sus esculturas. Se quedó en Israel alrededor de un año para completar una escultura de David Ben Gurión y el monumento Maternidad, que erigió en Ein Gev, en memoria de Chana Tuchman Alderstein.
Además de estos monumentos, esculpió retratos del primer ministro israelí David Ben Gurión y el futuro primer ministro, Levi Eshkol, los arquitectos Auguste Perret y Pierre Chareau, los pintores Henri Matisse, Amedeo Modigliani, Pablo Picasso y Per Krohg, y los poetas Hayim Nahman Bialik y Pierre Mac Orlan.
Orloff murió en Israel el 16 de diciembre de 1968.